# PLI CBD
PLI CBD (Platforma Lokalizacyjno-Informacyjna z Centralną Bazą Danych) – system mający na celu stworzenie i utrzymanie połączenia pomiędzy Platformą Lokalizacyjno-Informacyjną z Centralną Bazą Danych Urzędu Komunikacji Elektronicznej oraz sprawną wymianą informacji pomiędzy istniejącymi jednostkami systemowymi sieci telefonicznej w Polsce.
Aplikacja ta umożliwia szybkie zlokalizowanie miejsca, z którego wykonano połączenie na numery alarmowe i skraca czas szybkiego reagowania służb zobowiązanych do niesienia pomocy w sytuacjach kryzysowych. Jej drugą funkcją jest zapewnienie możliwości sprawnego przenoszenia numerów telefonicznych od jednego operatora do drugiego na wniosek klienta. Wykonawcą systemu jest firma T4B sp. z o.o. z Warszawy.
Według danych Ministerstwa Administracji i Cyfryzacji średnio w ciągu miesiąca w bazach danych Centrów Przetwarzania Danych PLI CBD notuje się po 4 miliony informacji lokalizacyjnych, czyli ok. 4 na sekundę.
Na podstawie rozporządzenia Rady Ministrów z dnia 10 grudnia 2008 roku w sprawie organizacji i funkcjonowania systemu gromadzącego i udostępniającego informacje i dane dotyczące lokalizacji zakończenia sieci, z którego zostało wykonane połączenie do numeru alarmowego „112” albo innych numerów alarmowych, decyzją Prezesa Urzędu Komunikacji Elektronicznej, każdy przedsiębiorca telekomunikacyjny ma obowiązek przyłączyć swój system teleinformatyczny wykorzystywany do przekazywania danych i informacji do ogólnopolskiej wspólnej platformy PLI CBD zarządzanej przez UKE. Podstawa prawna (Dz. U. Nr 236, poz. 1620 z dnia 31 grudnia 2008 r.).

## Interfejsy
Aplikacja składa się z dwóch interfejsów:
- PLI,
- CBD.

PLI służy do realizacji obowiązku operatora telekomunikacyjnego. Dany interfejs wspomaga przekazanie kompletnej informacji o przydzieleniu konkretnych numeracji krajowej swoim abonentom, a także o lokalizacji instalacji terminali końcowych obsługujących danych abonentów. Przekaz owych danych następuje automatycznie dzięki zestawieniu tunel IPsec do systemu PLI-CBD UKE w wyznaczonym czasie. Aktualizowane dane wykorzystywane są przez służby państwowe odpowiedzialne za ratownictwo i udzielanie pomocy odnośnie do lokalizacji abonentów, którzy skorzystali z numeru „112” lub innych numerów alarmowych. Wspomniane dane pochodzą z importu systemu bilingowego, centrali telefonicznej lub teleinformatycznego systemu CRM. Aby zapewnić bezpieczeństwo przesyłanych danych są one certyfikowane i sprawdzane pod kątem zgodności ze słownikami: TERYT, PKD i innych.
NP służy do automatyzacji procesów związanych z wykonywaniem uprawnień właścicieli numerów telefonicznych do przeniesienia numeru przy zmianie dostawcy usług telekomunikacyjnych. Biorą one pod uwagę poszczególne działania dostawców usług biorących udział w przenoszeniu numeru zgodnie z wnioskiem i upoważnieniem klienta, które określone zostały w Rozporządzeniu Ministra Infrastruktury z dnia 17 czerwca 2009 r. w sprawie warunków korzystania z uprawnień w publicznych sieciach telefonicznych. Dzięki temu proces przenoszenia numeru „NP.” będzie monitorowany pod względem kolejności i terminowości zdarzeń przez UKE, co znacznie usprawni jego realizację i skuteczność.